# Igbekele Amos Ajibefun
Igbekele Amos Ajibefun (Irele, Nigeria; 28 de julio de 1964) es un agrónomo y profesor nigeriano de Economía agrícola, ex rector del Politécnico Rufus Giwa y actual vicecanciller de la Universidad Adekunle Ajasin. Es el quinto y sustantivo vicerrector del Adekunle Ajasin.

## Biografía
Ajibefun nació en Irele, Estado Ondo, en el sudoeste de Nigeria.
Tuvo su educación media en la Escuela de Gramática United, en Oda-Irele,  Estado de Ondo, donde obtuvo el Certificado de Escolaridad de África oeste en 1983 antes de asistir a la Universidad Federal de Tecnología de Akure, donde recibió una licenciatura en Administración Rural y Extensión en 1990.
Más tarde asistió a la Universidad de Ibadán donde obtuvo un M.Sc. en Agroeconomía en 1992 antes de regresar a su alma mater, donde se le concedió un Ph.D. en agroeconomía.

### Carrera
En 1993 fue contratado en la Universidad Federal de Tecnología de Akure como profesor asistente, y fue nombrado profesor el 1 de octubre de 2009.
En noviembre de 2010, fue nombrado rector del Politécnico Rufus Giwa. Mantuvo esa posición hasta que fue nombrado vicerrector de la Universidad Adekunle Ajasin, sucediendo al profesor Nahzeem Olufemi Mimiko, con contrato extendido.

## Honores

### Membresías
- European Society for Soil Conservation (ESSC)
- International Association for Agricultural Economists (IAAE)
- African Economic Research Consortium (AERC) Network
- Asian Society of Agricultural Economists (ASAE)
- Nigerian Economic Society
- Red Participativa de Diagnóstico Rural de Nigeria (SIPRNET) y la Conferencia de Jefes de Politécnicos en Nigeria.

## Personal
Con su esposa Martina Abosede Ajibefun tienen tres hijos: Victor Ajibefun, John Ajibefun, Festus Ajibefun